# Tech (Smash)
Tech je třináctá epizoda amerického muzikálového televizního seriálu Smash. Epizoda se poprvé vysílala na americkém televizním kanálu NBC dne 30. dubna 2012.

## Děj epizody
Muzikál se přesunul do fáze technických zkoušek a mají poue tři dny nacvičování do premiéry v Bostonu. Herec ztvárňující Joa DiMaggia náhle řekne tvůrcům, že z muzikálu odchází, protože dostal šanci natáčet seriál. Derek a Eileen tedy chtějí do této role opět obsadit Michaela Swifta (Will Chase). Julia (Debra Messing) a Frank (Brian D'Arcy James) se usmířili a jsou šťastní, ale když se Julia o najmutí Michaela do muzikálu dozví, rozzlobí se a vyhrožuje, že z muzikálu odejde, pokud se tam objeví Michael. Frank a Leo (Emory Cohen) se ale rozhodnou, že místo toho, aby Julia odešla, tak jí radši do Bostonu doprovodí.
Derek (Jack Davenport) řekne Ivy (Megan Hilty), že ji miluje, ale zanedlouho začne fyzický vztah s Rebeccou (Uma Thurman. Ivy to téměř okamžitě zjistí a musí se udržet ne jen pro její zlomené srdce, ale také nesmí ztratit profesionalitu.
Dev (Raza Jaffrey) začne v momentu slabosti líbat R.J., ale ihned přestane a utíká za Karen (Katharine McPhee), která na něj nemá čas. Pozve ji na večeři, kde ji Dev požádá o ruku, ale Karen mu vysvětluje, že je příliš zaneprázdněná technickou zkouškou muzikálu, než aby přemýšlela, zda si ho vezme. Později jde Karen na večírek bez něho a pár se pohádá. Dev řekne Karen, že políbil R.J. V baru se setkají Ivy a Dev, hovoří o svých zlomených srdcích, opijí se a nakonec se spolu vyspí.
Samova (Leslie Odom mladší) rodina žije v Bostonu, takže Sam vezme Toma (Christian Borle), aby poznal jeho rodinu. Když Samův otec (Isiah Whitlock) vyjádří obavy o povolání a kariéře svého syna, Tom s ním souhlasí a soucítí víc, než by se Samovi líbilo.

## Seznam písní
- "Another Op'nin', Another Show"
- "History is Made at Night"
- "The 20th Century Fox Mambo"
- "I'm Goin' Down"

## Sledovanost
Epizodu v den vysílání sledovalo pouhých 5,34 milionů amerických diváků a stala se nejméně sledovanou epizodou 1. série seriálu. Získala rating 1,8/5.